# 클리멘트 보로실로프
클리멘트 예프레모비치 보로실로프(듣기 (도움말·정보) (러시아어: Климе́нт Ефре́мович Вороши́лов, 1881년 1월 23일 ~ 1969년 12월 2일)는 러시아 제국의 노동운동가·혁명가이자 소비에트 연방의 육군 원수·정치인이다.

## 혁명활동
보로실로프는 러시아 제국의 예카테리노슬라프현(현재의 우크라이나의 드니프로페트로프스크) 베르크네예에서 태어났다. 1896년 공장 노동자로 일하다가 파업에 참가하여 해고되었다. 1903년에 볼셰비키에 참가했다. 1906년에는 파업을 선동해서 체포되었으나 석방되었고 스웨덴 스톡홀름에서 열렸던 러시아사회민주노동당(소련 공산당의 전신)의 제4차 대회에 대표로 출석하여 레닌과 스탈린을 알게 되었다. 1907년 런던의 5차대회에도 출석하여 미하일 프룬제와 미하일 칼리닌 등을 알게 되었다. 같은해 다시 체포되어 북쪽의 아르한겔스크로 유배되었으나 1913년 사면되었다.

## 러시아 내전
1917년 러시아 혁명이 시작되었을 때, 우크라이나 임시 정부와 내무인민위원(내무장관)을 맡았다. 러시아 내전 기간 동안 공산당의 차리친(후에 스탈린그라드가 됨) 방위전때 어릴적 친구였던 스탈린과 의형제사이가 되었다. 그는 트로츠키가 이끈 군사위원회에서 (트로츠키와 앙숙이었던) 스탈린을 옹호하는 것으로 유명했다. 그는 제1기병군을 맡아 러시아 내전의 남부 전선과 소련-폴란드 전쟁에서 활약하였다.

## 내전이후
보로실로프는 1921년 소련공산당 중앙위원회 위원으로 선출되었고, 1961년까지 그 자리를 유지했다. 1925년 미하일 프룬제의 죽음이후, 보로실로프는 육해군인민위원과 소련군사혁명위원회 의장을 맡았다. 이 자리는 1934년까지 맡게 된다. 프룬제의 지위는 당시 소련의 최고권력을 나눠가졌던 지노비에프, 카메네프, 스탈린의 삼두체제(트로이카)와 맞먹는 자리였지만, 스탈린은 지노피에프파인 프룬제보다는 자신의 사람이 맡는 것을 더 선호했다. 프룬제는 지병인 위의 내종을 수술하라고 권유받았고, 수술대 위에서 마취제인 클로로포름 과다 흡입으로 사망했다. 스탈린의 비판자들은 이 수술은 프룬제를 암살하기 위한 음모로 사용되었다고 주장한다. 어쨌든 보로실로프는 1926년 새롭게 생긴 정치국의 정규위원이 되었고 이 자리는 1960년까지 유지되었다. 그는 1930년대 스탈린의 대숙청에 깊이 관여하였다. 그는 미하일 투하체프스키 원수의 몰락과 처형에 큰 역할을 하였다.

## 제2차 세계 대전

### 겨울 전쟁
보로실로프는 1934년 국방인민위원(국방장관)에 취임했고 1935년 소련방 원수로 승진했다. 제2차 세계대전 동안 보로실로프는 소련국방위원회의 위원이었다. 보로실로프는 겨울전쟁때 1940년 1월까지 소련군을 지휘했으나, 무능한 작전지도와 소련군의 전반적인 무능력함 때문에 큰 손해를 입은 후에 세묜 티모셴코와 교체되었다. 이때 무능을 질책하는 스탈린에게 접시를 던지면서 "붉은 군대의 베테랑들을 없애 버린 게 네놈이고! 네가 유능한 장군들을 모두 죽여버렸잖아!!"라고 대들었다.

### 독소 전쟁
1941년 바르바로사 작전 이후, 레닌그라드로 쇄도하는 독일 북부집단군에 대응하여 소련의 북서쪽 전선을 맡게 되었다. 어떤 때는 스스로 권총을 빼들고 진두에 서서 독일군의 탱크공격에 대한 반격을 지휘하는 용맹을 보이기도 했으나 작전지도에 총체적으로 무능함을 보여 독일군을 막지 못했다. 그리하여 훨씬 유능한 주코프로 대체되었고, 이후에는 일선 지휘를 맡지 않고 후방근무를 하다가 종전을 맞았다. 1945-1947년에는 헝가리 공산정권 수립을 지휘했다.

### 일화
이오시프 스탈린은 대숙청 기간에 소련의 장성 90%, 영관급 지휘관 95% 등 10만여명을 대숙청하였다. 결국, 지휘관 부족으로, 소련-핀란드의 겨울 전쟁에서 무관이 아닌 정치인 보로실로프가 소련군을 지휘했고 소련군은 그의 무능으로 핀란드군에 큰 피해를 입는다. 스탈린은 보로실로프에게 크게 화를 냈고, 무능을 질책하는 스탈린에게 접시를 던지면서 "네가 붉은군대의 정예군과 유능한 장교들을 다 죽여버렸잖아!"라고 대들었다. 하지만, 스탈린은 보로실로프를 반박할 수 없었다. 스탈린은 보로실로프를 별로 탓하지 않고 지휘권만 해임하였다.
독소 전쟁이 시작되고 레닌그라드가 독일군에게 포위당하고 공격을 받는 시기에, 스탈린은 뱃놀이나 하고 놀며 보로실로프에게 "너 영국 스파이지?"라는 농담을 했는데, 이에 분노한 보로실로프는 그 자리에서 스탈린의 따귀를 때리고 욕하며 설득해, 시베리아로 귀향보냈던 지휘관들을 복귀시키고 (이때 '게오르기 주코프'도 복귀) 더 이상 스탈린이 장교를 죽이거나 해임시키는 것을 막았다.

## 스탈린 사후

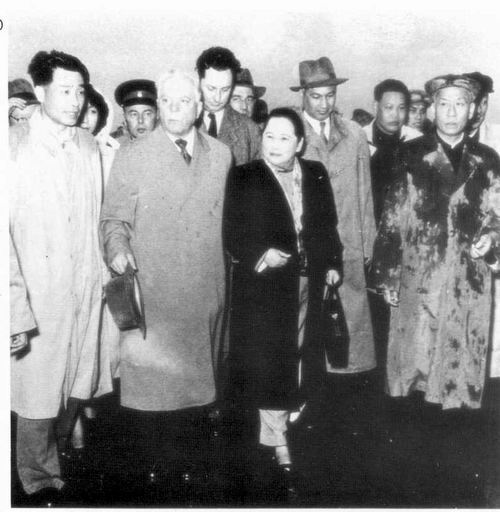
쑹칭링과 함께 한 보로실로프 (1957년)

### 국가원수
1952년 보로실로프는 소련공산당 중앙위원회의 최고간부회의의 위원이 되었다. 1953년 3월 스탈린의 죽음은 소련 최고권력의 변화를 가져왔다. 보로실로프는 최고소비에트 간부회의의 의장(즉 소련 국가원수를 의미)이 되었다. 흐루쇼프는 소련공산당의 서기장이 맡았고, 말렌코프는 소련수상에 취임했다. 이들은 일단 협력하여 내무인민위원장이었던 라프렌티 베리야를 체포해 처형했다.
1956년 흐루쇼프의 스탈린격하운동 이후 보로실로프는 말렌코프, 카가노비치, 몰로토프의 보수파(소위 반당집단)에 일시적으로 가담하였다. 이들은 1957년 흐루쇼프의 실각을 노렸으나 실패했고, 보로실로프는 재빨리 편을 바꾸어 흐루쇼프를 지지하였다.

### 몰락
1960년 5월 7일, 최고소비에트는 보로실로프에게 "은퇴요구"를 하고 브레쥐네프를 간부회의의 의장(즉 국가원수)으로 선출했다. 1960년 7월 16일 중앙위원회는 당 최고간부회의(1952년 이래 당정치국을 이렇게 불렀다)에서 보로실로프의 위원자격을 박탈했다. 1961년 10월 그의 정치적 몰락은 22차 당대회에서 중앙위원회에서 축출됨으로써 완결되었다. 보로실로프가 의장역할을 했던 마지막 나날의 어떤 식사자리에서 모든 멤버들이 그를 외면하고 모른 체했다는 일화가 있다. 동료들의 외면에서 이미 그가 축출될 운명임을 깨닫고 미리 선수를 써서 "은퇴"를 결심했다는 것이다.

### 만년의 정계복귀와 유산
흐루쇼프의 몰락이후, 브레즈네프는 보로실로프를 다시 정계에 복귀시켜 얼굴마담노릇을 시켰다. 1966년 중앙위원회에 복귀하고 1968년 두 번째 소련 영웅 칭호를 받았다. 그는 1969년 사망해서 크레믈린 벽의 묘지에 안장되었다. 제2차세계대전에서 활약했던 KV전차는 그의 이름을 딴 것이다. 그리고 우크라이나의 보로실로프그라드(현재는 다시 이전의 이름 루한스크로 불린다.)와 소련 극동지역의 우수리강 유역의 보로실로프 시(현재는 우수리스크로 불린다.)도 그의 이름을 딴 것이다. 모스크바의 소련군 참모학교의 명칭도 그의 이름을 땄다.

## 같이 보기
- 카틴 숲의 학살
- 소비에트 연방의 육군 원수

| 전임 니콜라이 시베르니크 | 제3대 소비에트 연방의 최고평의회 상임간부회 의장 1953년 3월 15일 ~ 1960년 5월 7일 | 후임 레오니트 브레즈네프 |

| 전임 미하일 프룬제 | 제5대 소련의 군사해사업무인민위원 1925년 11월 6일 ~ 1934년 6월 20일 | 후임 (국방인민위원)클리멘트 보로실로프 |

| 전임 클리멘트 보로실로프 | 제1대 소련의 국방인민위원 1934년 6월 20일 ~ 1940년 5월 7일 | 후임 (군사해사업무인민위원)세묜 티모셴코 |

| 전임 니콜라이 시베르니크 | 러시아의 국가 원수 1953년 3월 15일 ~ 1960년 5월 7일 | 후임 레오니트 브레즈네프 |